# Дета (Північно-Західні території)
Дета (англ. Detah) — поселення в Канаді, у Північно-Західних територіях.

## Населення
За даними перепису 2016 року, поселення нараховувало 219 осіб, показавши зростання на 4,3%, порівняно з 2011-м роком. Середня густина населення становила 163,9 осіб/км².
З офіційних мов обидвома одночасно не володів жоден з жителів, тільки англійською — 215. Усього 90 осіб вважали рідною мовою не одну з офіційних, з них усі — одну з корінних мов.
Працездатне населення становило 63,9% усього населення, рівень безробіття — 34,8% (36,4% серед чоловіків та 33,3% серед жінок). 87% осіб були найманими працівниками, а 8,7% — самозайнятими.

## Клімат
Середня річна температура становить -4,6°C, середня максимальна – 19°C, а середня мінімальна – -30,3°C. Середня річна кількість опадів – 270 мм.
| Клімат поселення                              | Клімат поселення | Клімат поселення | Клімат поселення | Клімат поселення | Клімат поселення | Клімат поселення | Клімат поселення | Клімат поселення | Клімат поселення | Клімат поселення | Клімат поселення | Клімат поселення | Клімат поселення |
| Показник                                      | Січ.             | Лют.             | Бер.             | Квіт.            | Трав.            | Черв.            | Лип.             | Серп.            | Вер.             | Жовт.            | Лист.            | Груд.            |                  |
| Середній максимум, °C                         | −20,75           | −18,08           | −12,36           | −1,08            | 7,90             | 15,73            | 19,03            | 17,34            | 11,28            | 3,51             | −8,11            | −18,24           |                  |
| Середня температура, °C                       | −25,52           | −22,86           | −17,13           | −5,84            | 3,14             | 10,96            | 15,23            | 13,57            | 7,48             | −0,28            | −11,91           | −22,01           |                  |
| Середній мінімум, °C                          | −30,3            | −27,63           | −21,91           | −10,62           | −1,64            | 6,18             | 11,44            | 9,75             | 3,69             | −4,08            | −15,71           | −25,83           |                  |
| Норма опадів, мм                              | 15               | 13               | 14               | 6                | 16               | 25               | 35               | 41               | 31               | 32               | 25               | 17               |                  |
| Середньомісячна швидкість вітру, м/с          | 3.20             | 3.41             | 4.00             | 4.21             | 4.21             | 3.91             | 3.61             | 3.81             | 4.20             | 4.40             | 4.00             | 3.41             |                  |
| Середньомісячна сонячна радіація, кДж/м²·день | 1005             | 3313             | 9068             | 16439            | 20750            | 22704            | 20041            | 14892            | 8788             | 3826             | 1284             | 657              |                  |
| --------------------------------------------- | ---------------- | ---------------- | ---------------- | ---------------- | ---------------- | ---------------- | ---------------- | ---------------- | ---------------- | ---------------- | ---------------- | ---------------- | ---------------- |
| Джерело:                                      |                  |                  |                  |                  |                  |                  |                  |                  |                  |                  |                  |                  |                  |